# Er-forma
Er-forma (er je německy on) je forma vypravování ve 3. osobě, v němž tzv. autorský vypravěč zaujímá postoj nezaujatého pozorovatele průběhu děje. Někdy také vypravěč er-formy zevrubně zaznamenává psychické prožívání postavy, stav jejího nitra a může se tak sbližovat s vypravěčem v 1. osobě – zároveň vyprávějícím i prožívajícím.

## Příklad
| „ | Awly vystoupila z lázně. Vytřela si vodu z vlasů a důkladně se osušila, nezapomněla ani na kůži mezi rudě nalakovanými prsty svých štíhlých nohou. Otřásla se zimou, ale počkala na služebnou, až jí oblékne župan a teprve potom se odebrala do ložnice osvětlené plameny stravujícími polena v mohutném mramorovém krbu. | “ |